# Kūzeh Kanān
Kūzeh Kanān (persiska: كوزِه كَنان, کوزه کنان, كوزِه كُنان, كُّزِه كَنَن) är en ort i Iran.   Den ligger i provinsen Östazarbaijan, i den nordvästra delen av landet, 600 km nordväst om huvudstaden Teheran. Kūzeh Kanān ligger 1 446 meter över havet och antalet invånare är 3 524.
Terrängen runt Kūzeh Kanān är kuperad norrut, men söderut är den platt.Runt Kūzeh Kanān är det ganska tätbefolkat, med 56 invånare per kvadratkilometer. Närmaste större samhälle är Shabestar, 10,8 km öster om Kūzeh Kanān. Trakten runt Kūzeh Kanān består i huvudsak av gräsmarker.